# Římskokatolická farnost Suchdol u Prostějova
Římskokatolická farnost Suchdol u Prostějova je územní společenství římských katolíků s farním a poutním kostelem Navštívení Panny Marie v děkanátu Konice olomoucké arcidiecéze.

## Území farnosti a sakrální stavby
- Suchdol u Prostějova
  - farní kostel Navštívení Panny Marie v místní části Jednov
  - Kaple svaté Anny v Suchdole
  - Kaple svatého Jana Nepomuckého v místní části Klárky
  - kaple svatého Štěpána v místní části Labutice
- Lipová
  - kaple Panny Marie Bolestné
  - kaple svatého Vavřince v místní části Hrochov
  - kaple svatého Martina v místní části Seč

## Bohoslužby
| Kostel                        | Místo  | Bohoslužba (den)                   | Hodina                                                                 | Poznámka     |
| ----------------------------- | ------ | ---------------------------------- | ---------------------------------------------------------------------- | ------------ |
| kostel Navštívení Panny Marie | Jednov | neděle pondělí úterý středa sobota | 8.00 17.15 (jednou za 14 dnů) 7.30 17.15 (zimní čas) 18.00 (letní čas) | farní kostel |

## Aktivity ve farnosti
Ve farnosti se pravidelně koná tříkrálová sbírka.
V listopadu 2019 uděloval ve farnosti svátost biřmování biskup Antonín Basler.